# Andrea Biffi
Andrea Biffi detto il Giovane (Milano, 4 gennaio 1645 – Milano, 28 luglio 1686) è stato un architetto italiano.

## Biografia
Nato da una famiglia di artisti (il padre Carlo e il nonno Gian Andrea erano entrambi scultori), da giovane frequentò lo studio di Gerolamo Quadrio, allora architetto della Fabbrica del Duomo. Alla morte di questi, avvenuta nel 1679, il Biffi ne ricoprì la carica che mantenne fino alla morte.
Come architetto fu attivo sull'Isola Bella del Lago Maggiore, per incarico del conte Vitaliano VI Borromeo. Lavorò nelle Gallerie, nelle restanti ali del palazzo e nel Gran Salone, occupandosi anche dell'apparato decorativo.
Al 1679 risale il suo primo progetto per una chiesa milanese, San Bernardino alle Ossa, successivamente distrutta, della quale progettò la attuale facciata. Nel 1681 gli vennero  affidati i lavori di ammodernamento della chiesa di San Donnino alla Mazza a Milano. Nel giugno del 1683 venne approvato il progetto del Biffi per la parrocchiale di San Pietro a Carcegna e nello stesso anno anche quello per la cupola del Duomo di Como. In questo stesso anno cominciò anche i lavori di costruzione dell'Oratorio dell'Immacolata per l'omonima confraternita, presso la chiesa di Sant'Antonio Abate a Milano, tuttora esistente. Nel 1685 contribuì alla costruzione del cimitero della Mojazza, oggi non più esistente, a Milano. Nello stesso anno lavorò a Lugano e morì a Milano un anno dopo. Venne sepolto insieme al padre e al fratello Filippo a Sant'Antonio Abate.